# Regulação médica das urgências

Estrela da vida

A regulação médica das urgências é um sistema de acolhimento de solicitações de ajuda efetuado por auxiliares de regulação médica e um médico com o propósito de triar, distribuir e monitorar o socorro de forma efetiva, com recursos apropriados, de acordo com um interrogatório sistematizado.  Para entra em contato, é necessário realizar uma chamada para o número de emergência que tenha este serviço (por exemplo o número do SAMU - 192). É de tamanha importância, que o solicitante esteja ciente de que para realizar uma ligação somente em casos para socorro.    
Foi projetado por Dr. Jeff Clawson 1976-1979, quando trabalhava como técnico de emergência médica e despachante de ambulâncias antes de estudar medicina. Clawson elaborou um sistema padronizado de triagem por atendimento telefônico, para enviar a resposta certa para a pessoa certa, no caminho certo e na hora certa. 
A regulação médica é o sistema utilizado no Brasil pelo Serviço de Atendimento Móvel de Urgência (SAMU) nas suas centrais de regulação.

## Etapas da regulação médica
Recepção do chamado
Os chamados são recebidos por um número de emergência (no caso do SAMU é 192) que é gratuito. Na central de regulação existem médicos, técnicos auxiliares de regulação médica e operadores de rádio. O TARM e ARM anota os dados básicos da ocorrência como nome e telefone do solicitante, nome das vítimas, suas respectivas idades e tudo é repassado ao médico regulador que avaliará o caso e indicará o respectivo tipo de socorro ou orientação a ser realizada.
Abordagem do caso
Num pequeno período de tempo, que varia de 30 a 60 segundos, o médico regulador questionará o solicitante mediante perguntas específicas para avaliar por meio de telemedicina o que está acontecendo. Imediatamente encaminhará a melhor resposta.
Decisão e acompanhamento
O médico regulador decide de acordo com as informações colhidas o tipo de ajuda que irá enviar ou apenas orientar o solicitante. No caso de envio de uma equipe até o local do chamado, este irá acompanhar geralmente via rádio os primeiros socorros à vítima e qual o melhor destino, ou seja, uma unidade de média ou alta complexidade, maternidade, etc. Existem casos em que o próprio médico vai ao local do chamado de acordo com a classificação de sua gravidade.
Classificação didática das urgências
- Nível 1 - Prioridade absoluta. Risco de morte ou perda funcional grave.

- Nível 2 - Prioridade moderada. Necessidade de atendimento médico em poucas horas.

- Nível 3 - Prioridade baixa. Existe necessidade de avaliação médica, podendo aguardar várias horas.

- Nível 4 - Prioridade mínima. O médico regulador pode decidir apenas orientar o solicitante.